# تپه اطراف شهر سوخته ۲۴۷
تپه اطراف شهر سوخته ۲۴۷ مربوط به هزاره سوم قبل از میلاد است و در شهرستان زابل، بخش شیب آب، دهستان لوتک، ۱۸/۲ کیلومتری جنوب غرب پایگاه باستان‌شناسی شهر سوخته واقع شده و این اثر در تاریخ ۲۰ اسفند ۱۳۸۵ با شمارهٔ ثبت ۱۸۰۵۵ به‌عنوان یکی از آثار ملی ایران به ثبت رسیده است.